# Лунёв, Эдуард Фёдорович
Эдуард Фёдорович Лунёв (род. 1935) — киргизский советский строитель, депутат Верховного Совета СССР.

## Биография
Родился в 1935 году в селе Ново-Троицком Сокулукского района. Русский. Образование высшее, окончил Фрунзенский политехнический институт. Член КПСС с 1968 года.
Трудовую деятельность начал в 1958 году, после окончания института. Работал мастером, прорабом, старшим прорабом, главным инженером строительно-монтажного управления «Фрунзегорстрой». С 1966 года — директор Фрунзенского домостроительного комбината.
Депутат Совета Национальностей Верховного Совета СССР 9 созыва (1974—1979) от Фрунзенского — Свердловского избирательного округа № 323 Киргизской ССР, секретарь Комиссии по строительству и промышленности строительных материалов Совета Национальностей.